# Alfredo Genovesio

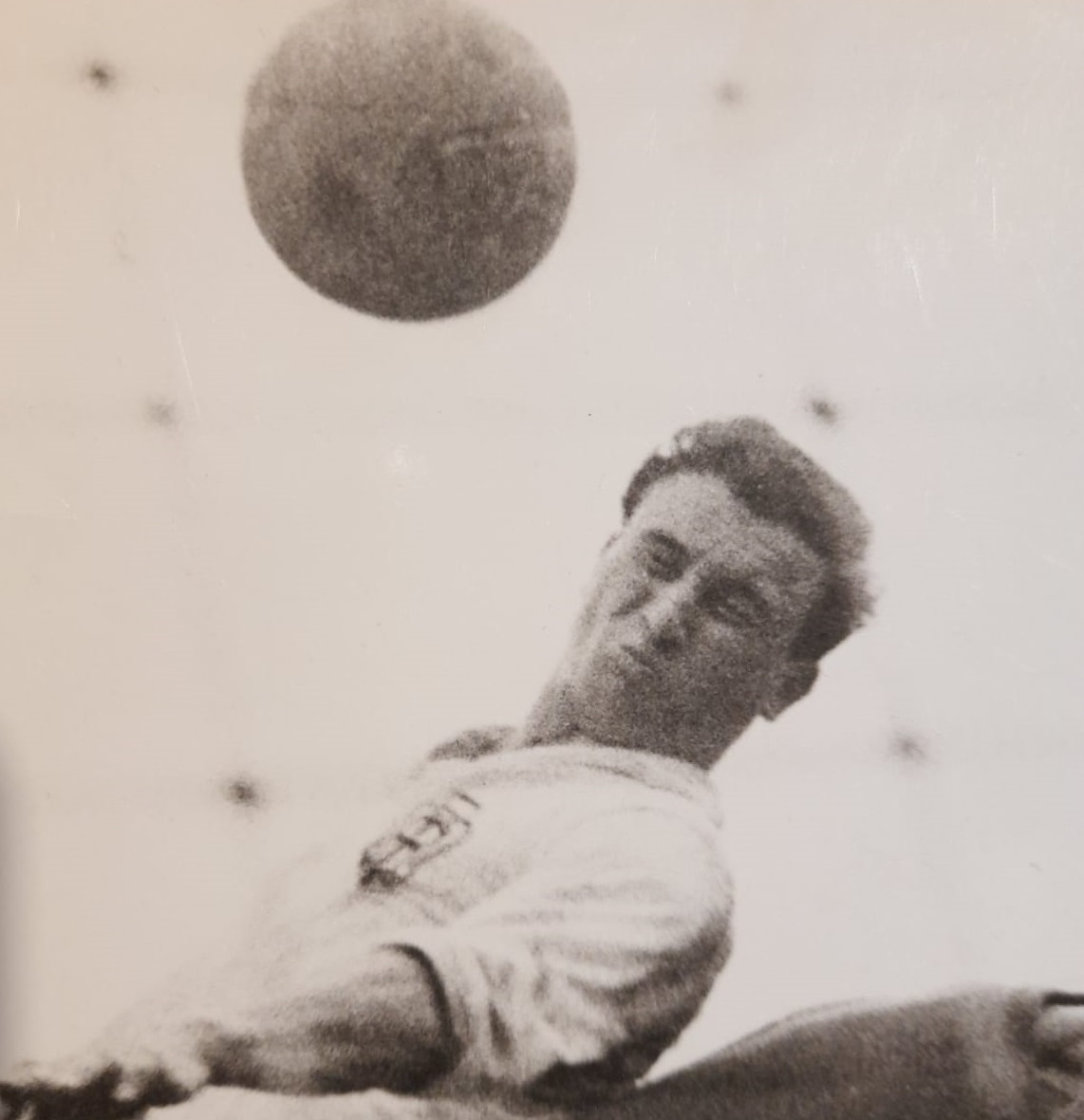
Genovesio Alfredo segna di testa

Alfredo Genovesio (None, 9 giugno 1932 – Appiano Gentile, 20 maggio 2022) è stato un calciatore italiano, di ruolo attaccante.

## Carriera
Cresce nelle giovanili del Torino al tempo degli Invincibili.
Il 4 Maggio 1949 ha 17 anni quando avviene la tragedia di Superga in cui perdono la vita i ragazzi della Prima squadra del Grande Torino. 
La sua carriera lo vede sempre impegnato nei campionati di IV Serie e di Serie C che gioca con quattro squadre differenti, tranne un solo anno nel massimo campionato italiano giocando 7 partite e realizzando 2 gol .
Nel 1952 viene ceduto dal Torino in prestito all'Aosta dove in due anni totalizza 58 presenze e segna 13 goal, contribuendo alla promozione in serie C della squadra Valdostana.. 
Nel 1954 approda in serie A alla SPAL di Ferrara dove in 7 presenze riesce a segnare 2 reti.
La sua carriera continua nella Pro Vercelli l'anno successivo; anche quì, insieme ai compagni vince il campionato di IV serie (stagione 1956 1957), portando in serie C la squadra piemontese, con cui gioca ancora per due stagioni.
Nei due anni successivi gioca nell'Anconitana in serie C.
Nel 1960 approda ad Agrigento nell'Akragas e nella stagione 1960 1961 segna 9 reti in 25 presenze.

Dopo un'altra stagione ad Agrigento ed una ultima nell'Ivrea, conclude la sua carriera di calciatore professionista all'età di 31 anni

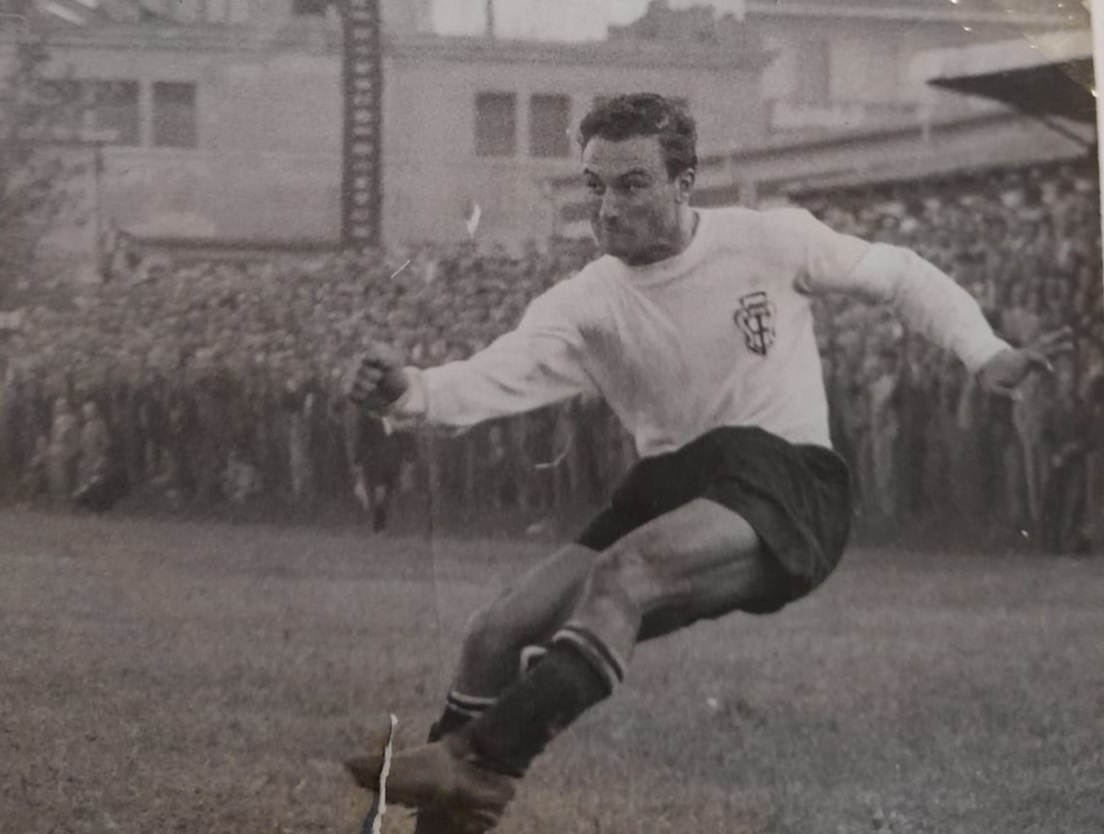
Genovesio Alfredo con la maglia della Pro Vercelli

## Statistiche

### Presenze e reti nei club
| Stagione            | Squadra             | Campionato          | Campionato | Campionato | Coppe nazionali | Coppe nazionali | Coppe nazionali | Coppe continentali | Coppe continentali | Coppe continentali | Altre coppe | Altre coppe | Altre coppe | Totale | Totale |
| Stagione            | Squadra             | Comp                | Pres       | Reti       | Comp            | Pres            | Reti            | Comp               | Pres               | Reti               | Comp        | Pres        | Reti        | Pres   | Reti   |
| ------------------- | ------------------- | ------------------- | ---------- | ---------- | --------------- | --------------- | --------------- | ------------------ | ------------------ | ------------------ | ----------- | ----------- | ----------- | ------ | ------ |
| 1952-1953           | Aosta               | IV                  | 27         | 6          | -               | -               | -               | -                  | -                  | -                  | -           | -           | -           | 27     | 6      |
| 1953-1954           | Aosta               | IV                  | 31         | 7          | -               | -               | -               | -                  | -                  | -                  | -           | -           | -           | 31     | 7      |
| Totale Aosta        | Totale Aosta        | Totale Aosta        | 58         | 13         | -               | -               | -               | -                  | -                  | -                  | -           | -           | -           | 58     | 13     |
| 1954-1955           | SPAL                | A                   | 7          | 2          | -               | -               | -               | -                  | -                  | -                  | -           | -           | -           | 7      | 2      |
| 1955-1956           | Pro Vercelli        | IV                  | 29         | 13         | -               | -               | -               | -                  | -                  | -                  | -           | -           | -           | 29     | 13     |
| 1956-1957           | Pro Vercelli        | IV                  | 29         | 10         | -               | -               | -               | -                  | -                  | -                  | -           | -           | -           | 29     | 10     |
| 1957-1958           | Pro Vercelli        | C                   | 30         | 7          | Coppa Italia    | 1               | 0               | -                  | -                  | -                  | -           | -           | -           | 31     | 7      |
| 1958-1959           | Pro Vercelli        | C                   | 35         | 8          | -               | -               | -               | -                  | -                  | -                  | -           | -           | -           | 35     | 10     |
| Totale Pro Vercelli | Totale Pro Vercelli | Totale Pro Vercelli | 123        | 38         | -               | 1               | 0               | -                  | -                  | -                  | -           | -           | -           | 124    | 38     |
| 1959-1960           | Ancona              | C                   | 22         | 5          | -               | -               | -               | -                  | -                  | -                  | -           | -           | -           | 22     | 5      |
| 1960-1961           | Akragas             | C                   | 25         | 9          | -               | -               | -               | -                  | -                  | -                  | -           | -           | -           | 25     | 9      |
| 1961-1962           | Akragas             | C                   | 4          | 0          | -               | -               | -               | -                  | -                  | -                  | -           | -           | -           | 4      | 0      |
| 1962-1963           | Ivrea               | C                   | 4          | 0          | -               | -               | -               | -                  | -                  | -                  | -           | -           | -           | 4      |        |
| Totale carriera     | Totale carriera     | Totale carriera     | 239        | 67         | -               | 1               | -               | -                  | -                  | -                  | -           | -           | -           | 240    | 67     |

## Palmarès

### Club

#### Competizioni nazionali
- IV Serie: 2

Aosta: 1953-1954
Pro Vercelli: 1956-1957